# Недбайло, Анатолий Константинович
Анато́лий Константи́нович Недба́йло (28 января 1923 — 13 мая 2008) — участник Великой Отечественной войны, командир эскадрильи 75-го гвардейского штурмового авиационного полка 1-й гвардейской штурмовой авиационной дивизии 1-й воздушной армии 3-го Белорусского фронта, дважды Герой Советского Союза, генерал-лейтенант авиации.

## Довоенная биография
Анатолий Константинович Недбайло родился 28 января 1923 года в городе Изюме ныне Харьковской области в семье рабочего.
Недбайло закончил неполную среднюю школу.

## Участие в войне

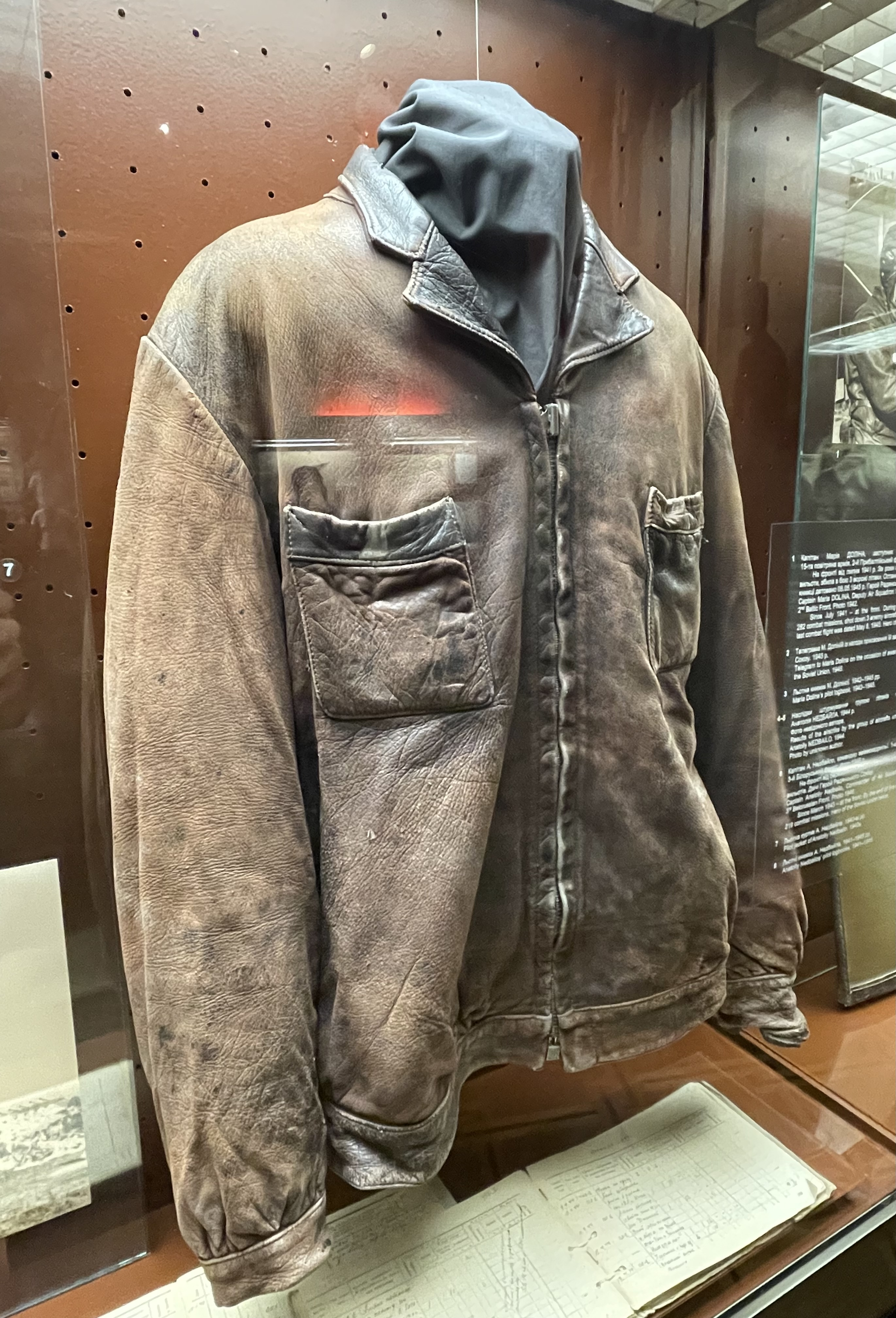
Лётная куртка Анатолия Недбайло, 1940-е. Национальный музей истории Украины во Второй Мировой войне, Киев

В ряды РККА был призван в 1941 году. Проходил учёбу в Ворошиловградской военно-авиационной школе летчиков, которую закончил в 1943 году.
В боях на фронтах Великой Отечественной войны принимал участие с марта 1943 года. Воевал на Южном, 4-м Украинском и 3-м Белорусском фронтах в качестве лётчика, командира звена, заместителя командира и командира эскадрильи 75-го гвардейского штурмового авиаполка. Анатолий Недбайло отличился в боях во время Крымской операции и операции «Багратион», а также при нанесении штурмовых ударов по противнику в Восточной Пруссии.
В ВКП(б) вступил в 1944 году.
Капитан Анатолий Недбайло к октябрю 1944 года совершил 130 боевых вылетов, нанеся противнику большие потери в живой силе и технике.
Указом № 6247 Президиума Верховного Совета СССР от 19 апреля 1945 года Анатолию Константиновичу Недбайло присвоено звание Героя Советского Союза с вручением ордена Ленина и медали «Золотая Звезда».
К апрелю 1945 года Анатолий Недбайло совершил ещё 89 боевых вылетов.
Указом Президиума Верховного Совета СССР от 29 июня 1945 года Анатолию Константиновичу Недбайло присвоено второе звание Героя Советского Союза с вручением ордена Ленина и медали «Золотая Звезда».

## Послевоенная биография
С окончанием войны Анатолий Недбайло продолжил службу в ВВС СССР.
Закончил Военно-воздушную академию им. Ю. А. Гагарина, преподавал, а затем занимал руководящие должности в военно-учебных заведениях ВВС.
С октября 1968 года по сентябрь 1983 года служил заместителем начальника Киевского высшего военного авиационного инженерного училища.
В 1983 году генерал-майор авиации Анатолий Недбайло ушёл в отставку. После отставки жил в городе Киеве, где и умер 13 мая 2008 года. Похоронен на Байковом кладбище.

## Награды
- Дважды Герой Советского Союза;
- два ордена Ленина (1945);
- три ордена Красного Знамени (1943, 1944, 1945);
- орден Александра Невского (1944);
- три ордена Отечественной войны 1-й степени (1944, 1945, 1985);
- орден Отечественной войны 2-й степени (1944);
- два ордена Красной Звезды (1943, 1982);
- орден «За службу Родине в ВС СССР» 3-й степени (1975);
- орден Богдана Хмельницкого (Украина) 2-й степени (1999)[2];

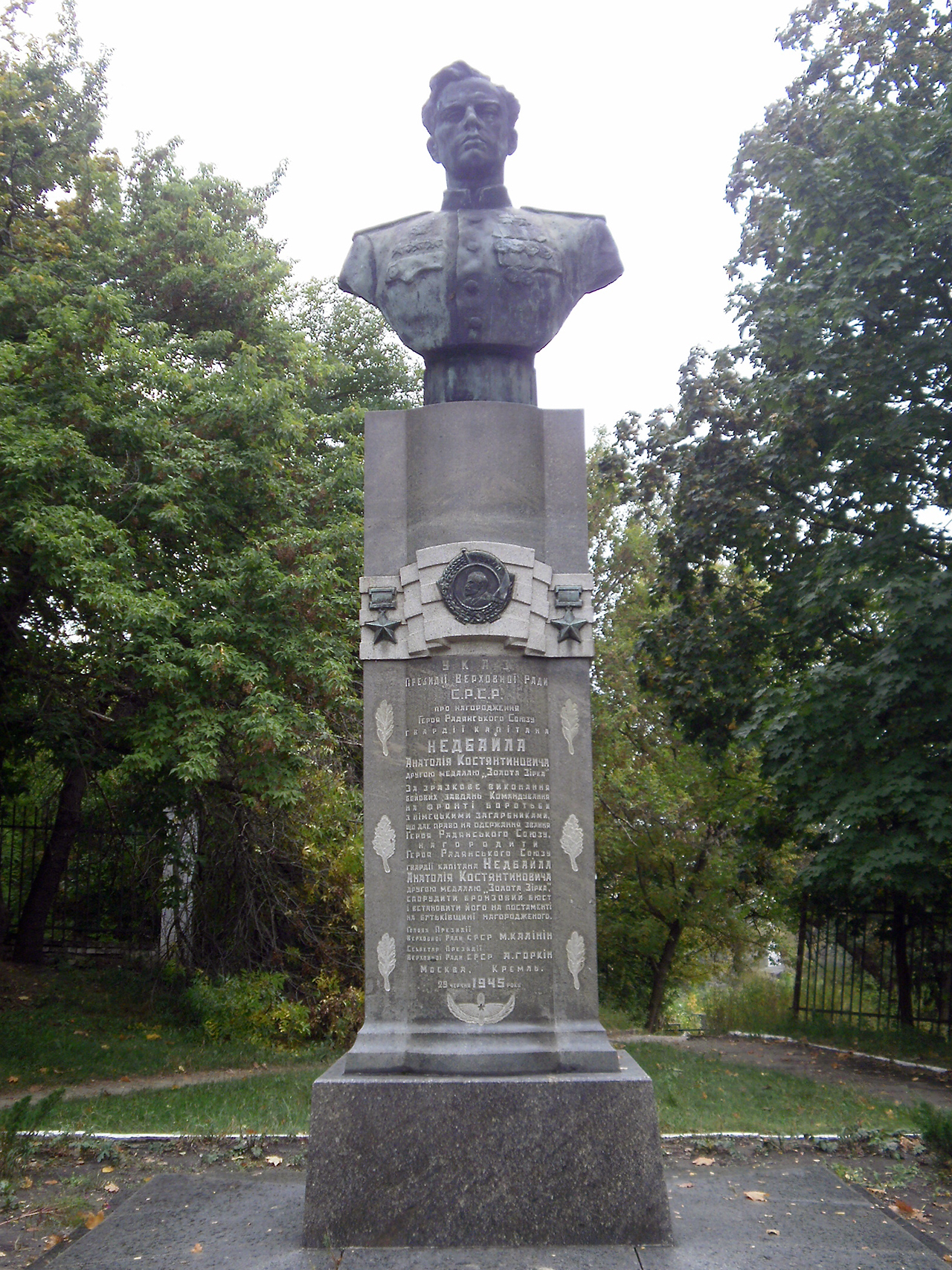
Прижизненный бюст А. К. Недбайло в Изюме.

- орден Богдана Хмельницкого (Украина) 3-й степени (1995)[3];
- медали.

## Память
Бронзовый бюст в городе Изюм Харьковской области.

## Сочинения
- Мемуары «[militera.lib.ru/memo/russian/nedbaylo_ak/index.html В гвардейской семье]».